# Orchard Homes (Montana)
Orchard Homes es un lugar designado por el censo ubicado en el condado de Missoula en el estado estadounidense de Montana. En el Censo de 2010 tenía una población de 5197 habitantes y una densidad poblacional de 319,62 personas por km².

## Geografía
Orchard Homes se encuentra ubicado en las coordenadas 46°51′28″N 114°4′36″O / 46.85778, -114.07667. Según la Oficina del Censo de los Estados Unidos, Orchard Homes tiene una superficie total de 16.26 km², de la cual 15.54 km² corresponden a tierra firme y (4.44%) 0.72 km² es agua.

## Demografía
Según el censo de 2010, había 5197 personas residiendo en Orchard Homes. La densidad de población era de 319,62 hab./km². De los 5197 habitantes, Orchard Homes estaba compuesto por el 93.09% blancos, el 0.23% eran afroamericanos, el 1.98% eran amerindios, el 1.79% eran asiáticos, el 0.13% eran isleños del Pacífico, el 0.4% eran de otras razas y el 2.37% pertenecían a dos o más razas. Del total de la población el 2.17% eran hispanos o latinos de cualquier raza.